# الرابطة البرلمانية 1977–78
الرابطة البرلمانية 1977–78 (بالإنجليزية: 1977–78 Isthmian League)‏ هو موسم من دوري إسثميان، وهو دوري للأندية شبه المحترفة في إنجلترا، فاز فيه نادي إِنفيلد ‏.